# Oecumene

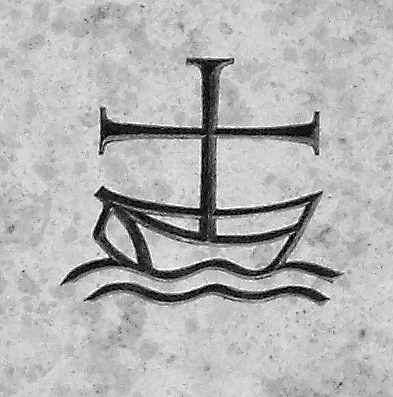
Een algemeen symbool van oecumene, symboliseert de christelijke kerk als een kruis afgebeeld als de mast op een boot op zee.

Oecumene is afgeleid van het Griekse woord οἰκουμένη, oikoumenè dat wil zeggen "de bewoonde wereld". Met deze term wordt gewoonlijk het groeien naar religieuze eenheid aangeduid, verwant met het irenisme. In de brede betekenis kan dit gezien worden als een streven naar wereldwijde religieuze eenheid (eenheid van alle christelijke kerken). In de smallere betekenis bevordert de oecumene de eenheid, samenwerking of het onderlinge begrip tussen de diverse religieuze groepen of denominaties binnen een religie.

## Oudheid
De term oecumene werd het allereerst gebruikt bij de Grieken – al dan niet door geografen – als aanduiding van de bewoonde in tegenstelling tot de (relatief) onbewoonde wereld. Later, nadat Alexander de Grote een groot deel van de bij de Grieken bekende wereld in een rijk had verenigd, kreeg het woord een zekere normatieve (culturele en politieke) betekenis als de beschaafde – van de hellenistische beschaving doordrongen – wereld in tegenstelling tot het barbarendom. Deze conceptie is overgegaan op het Romeinse Rijk (en later ook op het Byzantijnse Rijk, waar het tevens als synoniem voor dat rijk werd gehanteerd). Het is in deze betekenis dat het woord gebezigd wordt in bijvoorbeeld Luc. 2:1, terwijl het in het 
Nieuwe Testament (Matt. 24:14) ook nog voorkomt in de oude betekenis van: de gehele wereld.

## Christendom
Binnen het christendom wordt met oecumene thans meestal het naar elkaar toegroeien, elkaar leren verstaan en het samenwerken bedoeld tussen de verschillende christelijke denominaties, met name tussen de Katholieke Kerk en de denominaties die door het Schisma van 1054 en de Reformatie zijn ontstaan.
Een belangrijk document in de christelijke oecumene is de verklaring van de Commissie voor Geloof en Kerkorde van de Wereldraad van Kerken over doop, eucharistie en ambt, ook bekend als het Lima-rapport, dat in 1982 verscheen.
De Franse priester en theoloog Yves Congar (1904-1995) was een belangrijk geleerde op dit terrein. De oecumenische praktijk kreeg onder meer vorm in de door Frère Roger gestichte interconfessionele communiteit van Taizé.

## Gebruik binnen de Katholieke Kerk
Binnen de Katholieke Kerk wordt de term oecumene ook wel gebruikt om de eenheid van de Katholieke Kerk over de wereld aan te duiden. Het Tweede Vaticaans Concilie (1962-1965) draagt (evenals de andere grote concilies) in die zin de naam van oecumenisch concilie, omdat op het concilie katholieke bisschoppen van de gehele wereld deelnamen. Het gebruik van deze betekenis sluit aan bij de ook buiten de Katholieke Kerk gangbare aanduiding als "oecumenische concilies" van zeven vroeg-christelijke concilies: 
- Eerste Concilie van Nicea (325) - Algemeen oecumenisch concilie I
- Eerste Concilie van Constantinopel (381) - Algemeen oecumenisch concilie II
- Concilie van Efeze I *(431) - Algemeen oecumenisch concilie III
- Concilie van Chalcedon (451) - Algemeen oecumenisch concilie IV
- Tweede concilie van Constantinopel (553) - Algemeen oecumenisch concilie V
- Derde concilie van Constantinopel (680) - Algemeen oecumenisch concilie VI
- Tweede Concilie van Nicea (787) - Algemeen oecumenisch concilie VII.

- Het Tweede Vaticaans Concilie geldt binnen de Rooms-Katholieke Kerk als 21e oecumenische concilie.
- Het Concilie van Efeze II was in 449, maar behoort niet toe aan de oecumenische Concilies.